# Pablo Salas Moreno
Pablo Salas Moreno (Corera, Logroño; noviembre de 1958) es un policía español, teniente general de la Guardia Civil, director adjunto operativo (DAO) y máximo mando uniformado del cuerpo policial, «número 2» del cuerpo tras el director de la Guardia Civil de 2020 a 2023.

## Biografía
Pablo Salas nace en noviembre de 1958 en la localidad de Corera, entonces parte de la provincia de Logroño (actualmente en La Rioja).
Salas se formará en la Academia General Militar de Zaragoza donde se licenciará en 1981, habiendo pasado también por la Academia Especial de la Guardia Civil. Fue destinado en un inicio a la Comandancia de Las Palmas de Gran Canaria. Un año después es trasladado a la Comandancia de Vizcaya y posteriormente a la Unidad de Servicios Especiales, la Secretaría de Estado de Seguridad, la Escuela Superior de las Fuerzas Armadas del CESEDEN y la Comandancia de Madrid.
Desde 1997 ha ocupado varios destinos dentro del Servicio de Información, especialmente en unidades dedicadas a la lucha contra ETA.
Entre septiembre de 2014 y mayo de 2020, fue comandante del Servicio de Información de la Guardia Civil.
El 26 de mayo de 2020 dimitió el entonces DAO, Laurentino Ceña Coro tras la destitución el 25 de Diego Pérez de los Cobos por «pérdida de confianza». El mismo día, el ministro del Interior, Fernando Grande-Marlaska, propuso el ascenso de Salas Moreno de general de división (OF-7) a teniente general (OF-8) como paso previo a su nombramiento como nuevo DAO. El 1 de junio fue publicado en el BOE su nombramiento como nuevo DAO con efecto desde el anterior 26 de mayo.
El 19 de diciembre de 2023 fue sustituido en el cargo de DAO por Manuel Llamas Fernández.

## Distinciones
- Gran Cruz del Mérito Naval con distintivo blanco ( España, 13 de junio de 2023).[5]
- Gran Cruz del Mérito Aeronáutico con distintivo blanco ( España, 29 de diciembre de 2020).[6]
- Gran Cruz de la Orden del Mérito de la Guardia Civil ( España, 29 de septiembre de 2017).[7]
- Gran Cruz de la Real y Militar Orden de San Hermenegildo ( España, 27 de marzo de 2015).[8]